# 瓦赫罗梅耶沃市镇
瓦赫罗梅耶沃市镇（俄语：Муниципальное образование Вахромеевское）是俄罗斯联邦弗拉基米尔州卡梅什科沃区所属的一个市镇。其下辖有20个居民点，行政中心为高尔基镇。据2016年统计，该市镇的人口为3626人。